# Volodímir Kuts
Volodímir Kuts   (Olèksine, 7 de febrer de 1927 - Moscou, 16 d'agost de 1975) fou un atleta ucraïnès, que va competir sota bandera soviètica, especialista en curses de fons. Va guanyar les curses dels 5.000 i 10.000 metres als Jocs Olímpics d'Estiu de 1956, establint rècords olímpics en ambdues proves.

## Biografia
Kuts va néixer a Olèksine, Ucraïna, URSS. El seu pare va morir a causa de l'alcoholisme quan Kuts tenia tan sols cinc anys. Durant la Segona Guerra Mundial va falsificar la seva edat i va servir dos anys a l'exèrcit soviètic com a missatger. Va començar a córrer després de la guerra, mentre continuava el seu servei militar com a franctirador de la marina. El 1951 va guanyar els seus primers títols nacionals, en els 5.000 i 10.000 metres, un èxit que va repetir de 1953 a 1956. El seu primer èxit internacional va arribar el 1954, quan va derrotar els favorits: Emil Zátopek i Christopher Chataway en els 5.000 metres del Campionat d'Europa, establint un nou rècord mundial. Va perdre el rècord mundial mesos després davant Chataway, per recuperar-lo 10 dies després.
Després d'haver perdut de nou el seu rècord mundial el 1955, Kuts encara era un dels favorits per als Jocs Olímpics d'Estiu de 1956 a Melbourne. El seu principal oponent als 5.000 metres va ser el corredor britànic Gordon Pirie, el qual havia batut el rècord del món a començaments d'aquell any. Tanmateix, Kuts havia establert un nou rècord mundial de 10.000 metres poc abans dels Jocs. A la primera final, els 10.000 metres, Kuts va liderar la cursa des del començament i va guanyar per un ampli marge. La final dels 5.000 metres, 5 dies després, va acabar de manera similar, amb Kuts liderant la cursa de principi a fi. La seva victòria, per 11 segons, era la més àmplia de la història olímpica per aquesta distància.
Kuts va millorar el rècord mundial de 5.000 metres el 1957, deixant-lo en 13:35.0 minuts, un temps que romandria imbatut fins a 1965, quan va ser superat per l'australià Ron Clarke. Tot i que només va ser batut en un parell d'ocasions, Kuts es va retirar als 32 anys, l'any 1959. Sovint havia patit dolors d'estómac i a les cames, a les quals havia patit congelacions mentre servia a la Marina. Aquests problemes van dificultar greument la seva carrera entre 1957 1959 i tot el que va quedar de vida.
Després de retirar-se de les competicions va treballar com a entrenador d'atletisme. El 1972, després d'un accident de trànsit, va patir un ictus, que li va impedir acompanyar els deixebles als Jocs Olímpics de 1972. Va morir el 1975 en un aparent suïcidi provocat per la barreja de pastilles per dormir i alcohol. Cap al final de la seva vida pesava uns 120 kg, uns 50 kg més de l'habitual.
Kuts es va casar dues vegades, primer amb Raisa Andreyevna Kuts i després amb Raisa Timofeyevna Kuts. Va conèixer la seva primera dona l'any 1953, quan ella li feia entrevistes com a periodista. Més tard li va ensenyar gramàtica russa, ja que Kuts sols havia estudiat sis anys abans de l'inici de la Segona Guerra Mundial, i sovint barrejava el rus i l'ucraïnès. Van tenir un fill, Iuri, futur científic. Després del segon divorci, el 1973, va viure sol.

## Millors marques
- 5.000 metres. 13'35.0" (1957)
- 10.000 metres. 28.30.4" (1956)[5]